# تازا: کارت پنهان
تازا: کارت پنهان (انگلیسی: Tazza: The Hidden Card؛ کره‌ای: 타짜: 신의 손) فیلم جنایی محصول سال ۲۰۱۴ کره جنوبی به کارگردانی کانگ هیونگ چول بر پایه مانهوایی با همین نام اثر هو یونگ مان و کیم سه یونگ است. این فیلم، دنباله‌ای بر فیلم تازا: قماربازان (۲۰۰۶) محسوب می‌شود. دنبالهٔ این فیلم به نام تازا: سرباز یک چشم در سال ۲۰۱۹ منتشر شد.

## بازیگران
- تی.او. پی در نقش هام ده گیل[۴][۵]
  - جونگ یون سوک در نقش جوانی ده گیل
- شین سه کیونگ در نقش هو می نا[۶]
- کواک دو وون در نقش جانگ دونگ شیک
- لی هانی در نقش رئیس وو
- یو هه جین در نقش کو گوانگ ریول
- کیم یون سوک در نقش آگویی
- هون جون وو در نقش چوی وانگ گون
- لی گیونگ یونگ در نقش کو جانگ
- کیم این کوان در نقش هو گوانگ چول، برادر بزرگتر می نا
- اوه جونگ سه در نقش مدیر سو
- پارک هیو جو در نقش خانم کوچک
- گو سو هی در نقش خانم سونگ
- گو جون در نقش یو ریونگ («روح»)
- لی دونگ هی در نقش جاری («ارزش»)
- کیم وون هه در نقش آرتیست جو
- لی جون هیوک در نقش بنجی («انبردست»)، دستیار ده گیل
- کیم مین سانگ در نقش دکتر هوانگ
- جو کیونگ هیون در نقش جوانی آقای کیم
- سون سانگ گیونگ در نقش پدر جانگ
- پارک سو یونگ در نقش چانگ شیک
- ایم جونگ اون در نقش مادر ده گیل
- لی دونگ یونگ در نقش صاحب تعمیرگاه خودرو
- ها سونگ گوانگ در نقش شوالیه سیاه آنسان
- سونگ جه ریونگ
- کیم ده میونگ در نقش صاحب سالن بیلیارد
- یون کیونگ هو در نقش قمارباز در سالن بیلیارد
- نیکی لی در نقش پاپا
- به یو رام در نقش «لوزی‌ماهی»
- آن جه هونگ در نقش وون دو
- جونگ دا وون در نقش جونگ کی
- چا سونگ هو در نقش کارآگاه رشوه گرفته
- کواک سو جونگ در نقش همسر صاحب تعمیرگاه خودرو
- لی جون ایک در نقش مرد اورینگ (حضور افتخاری)
- اوه یون سو در نقش زن در رصدخانه (حضور افتخاری)
- یو جین گو در نقش شاگرد آگویی (حضور افتخاری)
- چا ته هیون در نقش دی‌جی رادیو (حضور افتخاری)